# Zespół Polski Marii Pomianowskiej
Zespół Polski Marii Pomianowskiej (w skrócie Zespół Polski) – polska grupa folkowa założona w 1995 roku przez Marię Pomianowską. Zespół specjalizuje się w tradycyjnej polskiej muzyce folkowej z okresu XV-XIX wieku.
Zespół zyskał popularność dzięki programowi "U źródeł muzyki Chopina" (lub Chopin na ludowo), prezentującego tradycyjne polskie utwory, które mogły stanowić inspirację dla Fryderyka Chopina, a także aranżacje jego dzieł na instrumenty ludowe. Z tym programem zespół regularnie gra koncerty w wielu miejscach świata, m.in. w Japonii, na Tajwanie, na Syberii, w Izraelu i Palestynie, w wielu krajach Europy oraz w Polsce. Na festiwalu „Sajanskoje Kolco” (ros. Саянское кольцо) na Syberii w 2008 roku zespół otrzymał pierwsze miejsce w kategorii „najlepszy zagraniczny projekt”. W 2010 roku brał udział w ogólnoświatowym festiwalu La Folle Journée w Nantes, gdzie zaprezentował program wzbogacony o tradycyjne polskie tańce ludowe i dworskie w wykonaniu tancerzy baletu Cracovia Danza.
Od 2007 roku zespół na stałe współpracuje z Agencją Artystyczną Musart.

## Skład
- Maria Pomianowska – fidel płocka, suka biłgorajska, śpiew
- Małgorzata Szarlik-Woźniak – skrzypce ludowe
- Marta Maślanka – cymbały
- Robert Siwak – bębny obręczowe
- Bartłomiej Pałyga – bas ludowy, śpiew alikwotowy
- Sebastian Wielądek – lira korbowa, dudy

## Fonografia
- Muzyka Nizin (1995)
- Oj Chmielu. Stare pieśni i tańce polskie (1996)
- Kolędy Polskie znane i zapomniane (2001)